# Vukovich Gabriella
Vukovich Gabriella (Budapest, 1954. november 25. –) magyar jogász, demográfus, 2010 és 2023 között a Központi Statisztikai Hivatal (KSH) elnöke. Édesapja Vukovich György, aki 1990 és 1995 között volt a KSH elnöke.

## Pályafutása

### Végzettségei
- 1976–1981 - jogi doktori diploma Eötvös Loránd Tudományegyetem Állam- és Jogtudományi Kar
- 1984–1985 demográfus vizsga - KSH Népességtudományi Kutatóintézet
- 1997 Európai ügyek diplomája - Ecole Nationale d’Administration, Párizs, a Magyar Köztársaság Külügyminisztériumával együttműködve

Idegennyelv-ismerete: angol, francia, német.

### Munkahelyei
1983-tól 1988-ig a Központi Statisztikai Hivatal Népességtudományi Kutató Intézetének tudományos munkatárs volt. 1988-tól egy éven át Genfben az ENSZ Európai Gazdasági Bizottságának demográfus szakértőjeként dolgozott. 1990-től 1994-ig KSH Népesedési főosztályának Népmozgalmi osztályán osztályát vezette. 1994–1995 között az ENSZ Titkárságán, New Yorkban népesedés- és fejlődésszakértő. 1996-tól ismét a Központi Statisztikai Hivatalban dolgozott, a Népszámlálási főosztály főosztályvezetőjeként 1998-ig. 1998–2004 között a KSH elnökhelyettese. Ezután 2010-ig a DEMO-STAT Társadalomtudományi, Demográfiai Szakértő Iroda vezetője volt. 2010. június 11-től hat évre a Központi Statisztikai Hivatal elnökévé nevezték ki, melyet 2016. június 11-i hatállyal, újabb 6 éves időtartamra meghosszabbítottak.
Sokkal nagyobb hangsúlyt helyezek a szakmai igényességre. A hivatalnak nyitnia kell a felhasználók, az adatszolgáltatók, valamint a tudományos és a civil szféra felé. Szolgáltató jellegű hivatalra van szükség. Ma nem könnyű hozzáférni az adatainkhoz, a KSH nem eléggé felhasználóbarát. Pedig a statisztika a demokrácia egyik eszköze. Lehetőséget teremt arra, hogy nyomon kövessük, mi történik az országban, miként alakul hazánk helyzete más államokhoz képest, mi a hatása az egyes szakpolitikáknak, programoknak. A statisztikai adatoknak ezért is kell széles körben elérhetőnek lenniük. Erősíteni kell a KSH elemző tevékenységét. Az intézmény 140 éves történetében a közelmúltig épp ez volt a KSH egyik erőssége.

### Fontosabb szakmai tisztségei, címei

#### Bizottságokban
- 1996–1998 A 2000 körül tartott népszámlálások nemzetközi ajánlásait kidolgozó közös ENSZ és Európai Unió szakmai bizottságok, munkacsoportok tagja
- 1996–2002 Az Európai Tanács Népesedési Bizottságának, valamint az etnikai kisebbségek helyzetével, a demográfiai öregedéssel, az időskorúak helyzetével foglalkozó szakmai albizottságainak tagja
- 1998 Az ENSZ Európai Népesedési Konferenciájának elnöke
- 1998–2004 Az ENSZ „Generations and Gender” (Generációk és társadalmi nemek) kutatási programja irányító testületének tagja
- 1999
  - Az ENSZ Közgyűlés 21. rendkívüli ülésszakának alelnöke és rapportőre, New York
  - Az ENSZ Népesedés és Fejlődés Bizottság alelnöke, New York
- 2002–2003 Az Eurostat (az Európai Unió statisztikai hivatala) „Az európai társadalomstatisztika jövője” című Task Force tagja a csatlakozó országok képviselőjeként
- 2003–2004 A Siena Group on Social Statistics (a társadalomstatisztika fejlesztésére az ENSZ égisze alatt létrehozott szakmai csoport) irányító testületének tagja
- 2004 A Európai Népesedési Fórum Tanácsadó Testületének tagja
- 2004-2009 A Budapesti Műszaki Egyetem társadalomstatisztika és demográfia oktatója
- 2011-től A Budapesti Gazdasági Főiskola Tanácsadó Testületének tagja
- 2012-től Az ENSZ Statisztikai Bizottságának elnöke
- 2013-tól Címzetes egyetemi tanár (Miskolci Egyetem)
- 2014-től az ENSZ Statisztikai Bizottságának alelnöke, ügyvezető elnöke
- 2014 Nyugat-magyarországi Egyetemért Emlékérem (Pro Universitate Hungariae Occidentalis) kitüntetés
- 2015-től az ENSZ 2015 – 2030 közötti Fenntartható Fejlődési Céljainak monitorozására alakult partnerségi, koordinációs és fejlesztési stratégiai csoportjának társelnöke
- 2015 Tiszteletbeli doktori „Doctor honoris causa” cím (Miskolci Egyetem)

#### Folyóiratoknál
- 1994–2000 A Statistical Journal című folyóirat (ENSZ Európai Gazdasági Bizottság) szerkesztő bizottságának tagja
- 1998–2004 A Statisztikai Szemle című folyóirat szerkesztő bizottságának tagja

#### Társaságban
A Magyar Statisztikai Társaság választmányának tagja és a társaság Társadalomstatisztikai Szakosztálya elnökségének tagja volt.

## Művei
- A népesedéspolitika tartalma, jellege, céljai, eszközei, hatékonysága. Nyugat-európai tapasztalatok; KSH Népességtudományi Kutató Intézet, Bp., 1983 (Központi Statisztikai Hivatal Népességtudományi Kutató Intézetének kutatási jelentései)
- Hablicsek László–Monigl István–Vukovich Gabriella: A magyarországi népességfejlődés keretei és jövőbeni lehetséges irányai, 1880-2050; KSH Népességtudományi Kutató Intézet, Bp., 1985 (Központi Statisztikai Hivatal Népességtudományi Kutató Intézetének kutatási jelentései)
- Oktatás, szabályozás, szelektivitás; közrem. Kovács János, Malatinszky Istvánné, Gidai Erzsébet, Vukovich Gabriella; MTA Közgazdaságtudományi Intézet, Bp., 1987 (Tanulmányok a gazdaság irányításáról és szervezetéről)
- Czibulka Zoltán – Vukovich Gabriella: Mikrocenzus, 1996 - Főbb eredmények (Budapest, Központi Statisztikai Hivatal)[3][4]
- Bod Péter Ákos–Mellár Tamás–Vukovich Gabriella: Fehér könyv. Magyarország állapotáról; Szövetség a Polgári Magyarországért Alapítvány, Bp., 2006

### Tanulmányai
- Főbb népesedési folyamatok (2002)[halott link][5]
- Népesedési folyamataink uniós összehasonlításban (2004)[6]
- Az elvált apák helyzetének néhány aspektusa (2006)[halott link][7]
- Flexicurity: rugalmasság és biztonság a munkaerőpiacon - Nonprofit Monitor, 2009, 2. szám, 18-37. oldal (echosurvey.hu)

## Díjai
- A Magyar Érdemrend parancsnoki keresztje (2023)[8]